# 1948 en chimie
Cet article présente les faits marquants de l'année 1948 en chimie.

## Évènements
- John Joseph Ritter décrit la réaction de Ritter[1],[2], une réaction chimique qui consiste en la préparation de N-alkylamides, en milieu aqueux et acide, à partir d'un nitrile et d'un substrat capable de former un carbocation de type carbonium. Ritter décrit cette réaction à partir d'un alcène, mais le substrat peut aussi être un alcool primaire[3], secondaire[4], tertiaire[5], benzylique[6] ou un tert-butylacétate[7].
- Germaine Cauquil devient la première femme titulaire d'une chaire de chimie à la faculté de chimie de Montpellier[8]. Ses travaux se situent dans le champ de recherche de l'école de thermochimie de Robert de Forcrand (de)[9].

## Prix
- Prix Nobel de chimie : Arne Tiselius pour ses recherches sur l'analyse par électrophorèse et adsorption, et en particulier pour ses découvertes de la nature complexe des séroprotéines[10].
- Médaille Garvan-Olin : Gerty Theresa Cori[11]
- ACS Award in Pure Chemistry : Saul Winstein[12]
- Médaille Priestley : Edward R. Weidlein[13],[14]
- Médaille Davy : Edmund Hirst en reconnaissance de son travail remarquable dans la détermination de la structure des sucres, des amidons, des gommes végétales et surtout de la vitamine C[15],[16].
- Médaille Lavoisier de la Société chimique de France : Alexander Robert Todd[17],[18]
- Médaille William-H.-Nichols : Glenn T. Seaborg[19]

## Naissances
- 31 janvier : Michel Rohmer, chimiste français.
- 19 février : María Teresa Miras Portugal, biochimiste et biologiste moléculaire espagnole.
- 17 avril : Robert H. Crabtree, chimiste britannique naturalisé américain.

- 18 juillet : Hartmut Michel, biochimiste allemand, prix Nobel de chimie en 1988.
- 26 juillet : Ronnie Kosloff, chimiste américain.
- 16 octobre : Karen Wetterhahn (mort en 1997), chimiste américaine.
- 24 octobre : James Wuest, professeur et chimiste québécois.

## Décès
- 16 novembre[20] : Frederick Cottrell (né en 1877), électrochimiste américain.
- 13 décembre : Louis Rapkine (né en 1904), biochimiste français d'origine russe.